# Гола вечірка
Гола вечірка, також відома як оголена вечірка, — вечірка, де учасники повинні бути оголеними. Вечірки стали асоціюватися з кампусами коледжів і людьми студентського віку; вони набули популярності після організації оголених вечірок в університетах Брауна та Єльському університеті. У той час як коріння оголених вечірок походить від рухів нудизму та стрейкінгу у студентському містечку, сучасний рух «голих вечірок», здається, сягає корінням в Університет Брауна в 1980-х роках.
Відвідувачі голих вечірок часто повідомляють, що вони перестають відчувати себе ніяково вже через кілька хвилин, оскільки всі роздяглися перед тим, як увійти на вечірку, і оскільки оголеність прийнята для всіх, незалежно від типу фігури. За повідомленнями, більшість оголених студентських вечірок проходять без сексу. В Університеті Брауна оголеність є «скоріше експериментом у соціальній взаємодії, ніж сексуальним досвідом».
Традиція в Єльському університеті продовжилася; у 2016 році було відзначено, що, розпочавшись у 1980-х роках, вона стала інституцією через правила, які забезпечують її несексуальну природу.
Поширення голих вечірок викликало міжнародні суперечки. Деяким студентам не подобається ідея, що їхні навчальні заклади асоціюються з ними. Ці занепокоєння обговорювалися в різних літературних творах, таких як «Я Шарлотта Сіммонс» Тома Вулфа та «Хлоя робить Єль» Наталі Крінскі. У деяких муніципалітетах оголені вечірки намагалися заборонити релігійні групи. Часто цитована колонка Christianity Today під назвою «Що сказати на голій вечірці» цитувала занепокоєння щодо сексуального насильства та об'єктивної моралі.